# Benigno Morilla
Benigno Morilla (París, 1950) es escritor, psicoterapeuta y estudioso del pensamiento clásico y la filosofía oriental.[cita requerida]

## Biografía
Pasa su infancia en el Sur de Francia (La Seyne Sur Mer). Madrileño de adopción, estudia Bellas Artes en la Escuela de San Fernando de Madrid y a lo largo de varios años ejerce la profesión de pintor. Atraído por la filosofía oriental, la sabiduría antigua y la psicoterapia, se forma en el ámbito de la psicología humanista y se consagra a su práctica. Desde 1981, mantiene una consulta de psicoterapia a la par que dicta conferencias, imparte seminarios y participa activamente en distintos medios de comunicación. En 1991 publica su primer ensayo La locura de existir y, a partir del año 2000, publica doce ensayos y novelas de contenido psicológico y filosófico, una de ellas (Pitágoras, el hijo del silencio) traducida a varios idiomas. Tiene una relación con Mireya Ivanovic, arquitecta y politóloga.

## Obras

### Ensayo
- La locura de existir (1991)
- Claves para el equilibrio mental y emocional (2000)
- Piensa bien y acertarás (2001)
- Enseñanzas eternas para tiempos difíciles (2001)
- El valor de ser hombre (2002)
- Preceptos de Oro de la Filosofía Perenne (2017)

### Novelas
- Pitágoras, el hijo del silencio (2004)
- El hilo de oro (2005)
- El pergamino negro (2007)
- Sócrates (2008)
- La Gran ola de Hokusai (2009)
- Ovisara (2010)
- Manual advaita (2011)